# Trubbig rävsvansmossa
Trubbig rävsvansmossa, (Thamnobryum neckeroides) är en bladmossart som beskrevs av E. Lawton 1971. Thamnobryum neckeroides ingår i släktet rävsvansmossor, och familjen Neckeraceae. Inga underarter finns listade i Catalogue of Life.

## Förekomst
Trubbig rävsvansmossa är en i Sverige år 2013 nyupptäckt mossart. Den fanns på två närliggande platser i fuktig skuggrik och näringsrik ädellövskog utefter en skogsbäck i Norrahammartrakten.
Mossan har förutom i Norrhammartrakten senare även återfunnits i Östergötland, varför dess utbredning i Sverige kan vara mer omfattande även om man inte funnit något exemplar vid genomgång av offentliga herbarier. I Skandinavien finns den även i Norge samt i Lettland på andra sidan Östersjön. I övriga Europa finns den i Tyskland, Österrike, Tjeckien, Italien och Ukraina och tycks vara sällsynt på samtliga platser. I Nordamerika och i delar av Asien är den vanligare.

## Växtplats
I Sverige hittills kända växtplatser utgörs av starkt skuggade fuktiga stenblock och bergväggar. Kunskaperna om mossans förekomst i Sverige är begränsade och säker rödlisteklacificering har ännu ej gjorts.

## Kännetecken
Mossan består av krypande primärskott med upprätta 3–4 centimeter långa sekundärskott som står upp från underlaget och är ogrenade eller sällan oregelbundet förgrenade. Grenbladen är glänsande, kupade och trubbiga eller med en kort tydligt sågtandad spets. Cellerna i bladmitten är 12–30x6–12 µm. Arten är skildkönad.
Mossan växer i lösa mörkgröna revor och påminner om rävsvansmossa men är mindre förgrenad och saknar plymer. Den kan även förväxlas med storvuxna exemplar av råttsvansmossa (Isothecium alopecuroides), som har en kortare och klenare nerv i bladen samt saknar sågtandade bladkanter.